# Akshinsky (huyện)
Huyện Akshinsky (tiếng Nga: ? райо́н) là một huyện hành chính tự quản (raion), của Vùng Zabaykalsky, Nga. Huyện có diện tích 7421 kilômét vuông. Trung tâm của huyện đóng ở Aksha.